# トルーヴェロ (月のクレーター)
トルーヴェロ (Trouvelot) は、月の表側にある小さなクレーターであり、月の北部に位置する。太陽黒点の観測を行い1000枚以上のスケッチを残した19世紀のフランスの天文学者、エティエンヌ・レオポール・トルーヴェロにちなんで名づけられた。
トルーヴェロは氷の海の南岸に位置しており、北方から東方にかけて氷の海が広がっている。トルーヴェロは周囲の地形よりも高いアルベドをもったクレーターであり、御椀のような形状をしている。
トルーヴェロの西方から南方にかけてアルプス山脈が走っており、トルーヴェロの南方10キロメートル弱にはアルプス峡谷が走っている。トルーヴェロの東にはエゲデが位置しており、トルーヴェロの北方、氷の海の洋上にはプロタゴラスが位置している。

## 従属クレーター
トルーヴェロのごく近くにある小さな無名のクレーターについては、アルファベットを付加することによって識別される。
| 名称 | 月面緯度     | 月面経度    | 直径 |
| ---- | ------------ | ----------- | ---- |
| A    | 北緯 47.5 度 | 東経 0.4 度 | 5 km |
| B    | 北緯 49.8 度 | 東経 4.5 度 | 5 km |